# Davidistas
Los davidicos, davidistas o joristas es una especie de herejes partidarios del holandés David Joris, que en el año 1525 empezó a predicar una nueva doctrina y publicó que él era el verdadero Mesías, el tercer David, nacido de Dios no por la carne, sino por el espíritu. 
Decía que estando el cielo vacío o falto de personas dignas de entrar en él, había sido enviado para adoptar unos hijos dignos de aquel reino eterno y para reparar a Israel no por la muerte como Jesucristo, sino por la gracia. Desechaba con los saduceos la resurrección de los muertos y el juicio final; reprobaba con los adamitas el matrimonio y aprobaba la comunidad de mujeres y creía con los maniqueos que solo el cuerpo podía mancharse y que el alma no se manchaba jamás. Miraba como inútiles todos los ejercicios piadosos y reducía la religión a una pura contemplación. Tales son los errores principales que se les atribuyen.